# 르콩트 드 릴
르콩트 드 릴(프랑스어: Charles Leconte de Lisle, 1818년 10월 22일 ~ 1894년 7월 17일)은 프랑스의 시인이다.
레위니옹 섬에서 출생하였고 부친은 군의(軍醫)였다. 정치에 실망을 느낀 1848년부터 시작(詩作)에 몰두하여 특히 고대 그리스 문명에 쏠려 반(反) 낭만주의를 표방한 <현대 고답시집>을 편찬하여 그 산하에 엘레리아(1842-1905), 쉬리프뢰듬(1839-1907), 코페(1842-1908) 등의 수재(秀才)들을 모아들였다. <고대시집>(1852)과 <오랑캐시집>(1862) 등의 작품이 있다.